# 樋速日神
樋速日神（日语：ヒハヤヒノカミ）乃《古事記》之記述，《日本書紀》則作熯速日神，《出雲國風土記》寫成樋速日子命，該神祇是日本神話裡的火神。

## 概要

### 古事記之記載
依照《古事記》上卷之記述，伊邪那岐命斬殺迦具土之後，其血滴從劍落到岩石上，其中十拳劍（天之尾羽張）劍鋒落下的血生成石拆神、根拆神和石筒之男神；劍身落下的血生成甕速日神、樋速日神和建御雷之男神；劍柄落下的血生成闇淤加美神和闇御津羽神。

### 日本書紀之記載
根據《日本書紀》卷第一記載的第六種說法裡，伊奘諾尊拔出十握劍（天之尾羽張）斬殺燒死伊奘冉尊的軻遇突智成三段，劍柄滴下之血化作甕速日神、熯速日神、武甕槌神，其中甕速日神為武甕槌神之祖，又名甕速日命；劍鋒滴下之血化成磐裂神、根裂神、磐筒男命（或云磐筒男命與磐筒女命）；劍頭滴下之血化成闇靇、闇山祇、闇罔象。
卷第二則記錄住在天石窟的神祇為稜威雄走神，其子為甕速日神，其孫為熯速日神，其曾孫為武甕槌神。後者向高皇産靈尊說：「難道只有經津主神是大丈夫，我不是大丈夫嗎？」。因此高皇産靈尊派祂和經津主神一同下凡平定葦原中國。

## 解說
由於該神明乃伊邪那岐命拔天之尾羽張斬殺迦具土、自劍身滴下的血所化成，所以和建御雷之男神一樣具有刀劍之神、戰神的神格；其神名可解釋成火勢之猛烈、迅速。

## 信仰
在日本主祭樋速日神的神社計有下述：
- 劍神社（福岡縣直方市）
- 王塚神社（奈良縣山邊郡山添村）
- 斐伊神社（島根縣雲南市木次町）
- 撥枳神社（京都府京丹後市峰山町）
- 大雷神社（愛媛縣宇和島市）

## 內部連結
- 伊奘冉尊
- 迦具土
- 甕速日神
- 闇御津羽神
- 闇淤加美神

## 外部連結
- （日語）王塚神社 （页面存档备份，存于）